# Generation Z

Ungefähre Zeitleiste der Generationen

Die Generation Z, kurz Gen Z (engl. [dʒen ˈzed], US-engl. [dʒen ˈzi]), gelegentlich auch Zoomer genannt, ist die Nachfolgegeneration der Generation Y (Millennials). Laut McKinsey sind die Angehörigen der Gen Z echte Digital Natives, die von frühester Jugend an mit Internet und sozialen Netzwerken vertraut sind und virtuelle mit Offline-Erfahrungen verbinden.
Je nach Autor werden leicht abweichende Geburtsjahre als zur Gen Z zugehörig diskutiert. McKinsey nennt „lose“ definiert die Jahrgänge von 1995 bis 2010. Huffpost definiert die Generation Z als 1995 oder später Geborene. Das amerikanische Pew Research Center sieht die Jahrgänge 1997 bis 2012 als zugehörig.
Nachfolger ist die Generation Alpha, der überwiegend diejenigen zugerechnet werden, die von etwa 2010 bis 2025 zur Welt gekommen sind.

## Rahmenbedingungen der Sozialisation

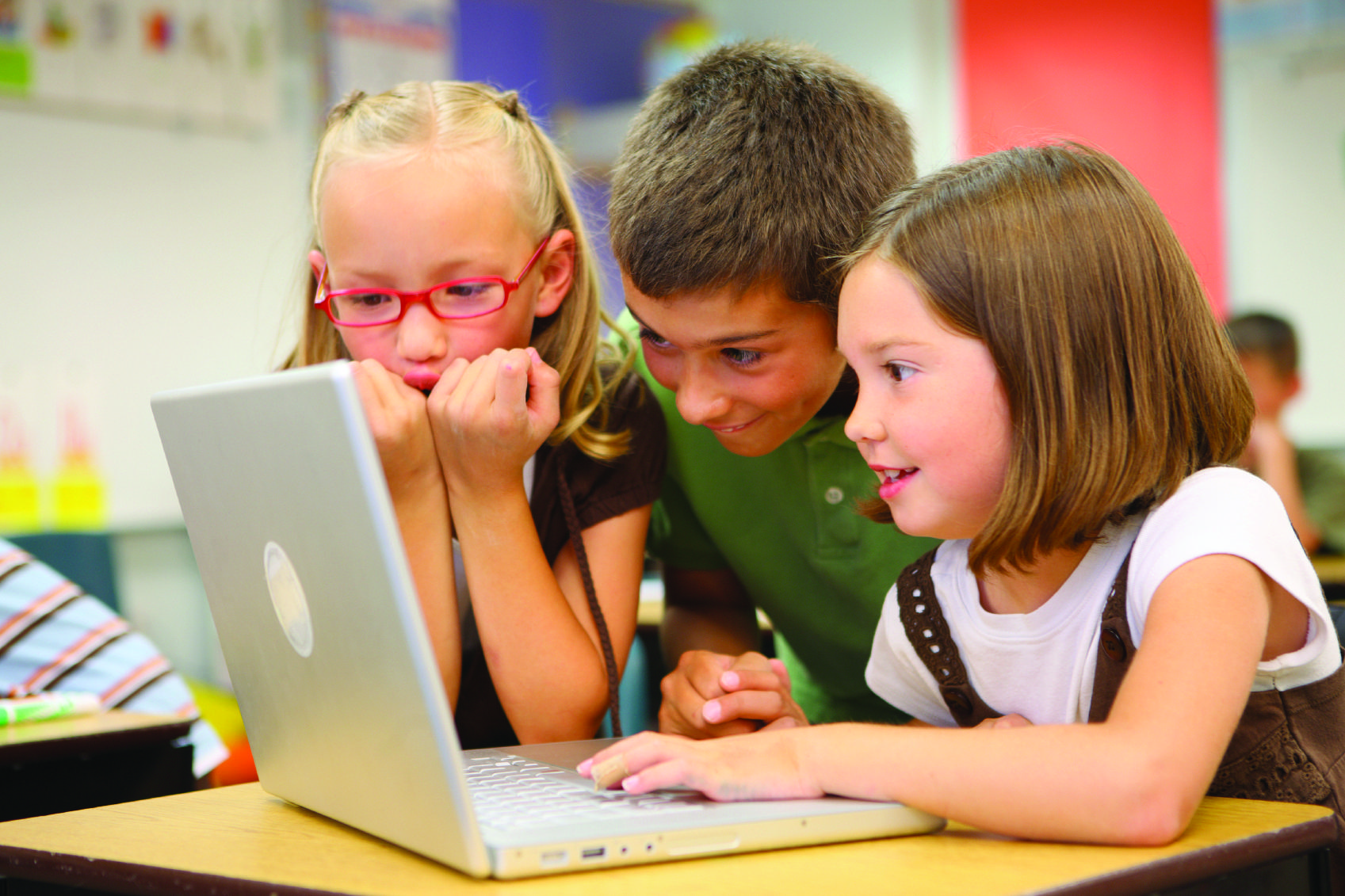
Kinder in der Schule, 2008

Nach der Sozialisationstheorie von Klaus Hurrelmann findet in der Jugendphase des Lebens eine intensive Auseinandersetzung mit Körper, Psyche, sozialer Umwelt und physischer Umgebung statt. Die Angehörigen der Generation Z finden demnach deutlich andere wirtschaftliche, politische und kulturelle Bedingungen vor als die vorigen Generationen. Ein besonderer Einfluss war vor allem die Konfrontation mit digitalen Medien, die – je nach Alter – bereits in früher Kindheit stattfand, während Gen Y Technologien wie World Wide Web, MP3-Player, SMS, Mobiltelefone, Smartphones und Tabletcomputer erst in ihrer frühen oder späten Jugend kennenlernte. Deshalb seien Gen-Z-ler vorherigen Generationen auf diesem Gebiet meist intuitiv überlegen.
In Industrieländern mit niedriger Geburtenrate und florierender Wirtschaft profitieren Angehörige der Generation Z vom Fachkräftemangel, welcher aufgrund des Mangels an nachrückenden Schulabgängern entstand. Klaus Hurrelmann zufolge haben sich der Ausbildungs- und der Arbeitsmarkt „deutlich verändert“, so dass Arbeitssuchende frei wählen können und nicht mehr wie Bittsteller auftreten müssen. Mehr und mehr sind es die Firmen, die um ihre Gunst als künftige Mitarbeiter werben müssen. Dies kann sich langfristig auf die Motivation am Arbeitsplatz sowie das Arbeitsklima auswirken. Die Verwandlung des „Arbeitgebermarktes“ in einen „Arbeitnehmermarkt“ wirkt sich allerdings in den 2020er Jahren auf Arbeitnehmer mit einer abgeschlossenen Berufsausbildung in allen Generationen positiv aus, ist also kein generationsspezifisches Epochenmerkmal.
Eine eher gelassene Stimmung macht sich bereits in der Schule bemerkbar, da es immer unwichtiger wird, Bestnoten und einen ausgezeichneten Abschluss zu erreichen, was unter anderem zur Folge hat, dass Menschen mehr aufgrund ihrer Leistung außerhalb des Schulsystems beurteilt werden. So ist es nicht mehr nötig, die Hochschulreife zu erlangen, um ein gutes Einkommen zu erwirtschaften, wie man an vielen Handwerksbetrieben bereits sieht. Marc Goergen vom Stern leitet hieraus eine Erklärung für das hohe politische Engagement der Gen-Z-ler ab: „Die Optimierung des Lebenslaufs ist nicht mehr das alleinige Ziel, sondern auch: die Welt zu verbessern. Dank Facebook und Whatsapp sind zumindest Demonstrationen dafür binnen weniger Stunden organisiert.“ Diese Interpretation wird durch die umfassende Analyse bestätigt, die Klaus Hurrelmann und Erik Albrecht in ihrem Buch Generation Greta vorlegen.
Eine Studie, die 2018 durchgeführt wurde, zeigte, dass in den USA bereits 37 % dieser Altersgruppe in therapeutischer Betreuung waren. In keiner vorherigen Generation war der Wert so hoch. Allerdings lag dies seinerzeit mehr an der Bereitschaft, sich Hilfe zu suchen, als an einem Anstieg von psychischen Erkrankungen. Für die Zeit ab 2020 wurde weltweit eine Zunahme von psychischen Erkrankungen nachgewiesen, und zwar nicht nur unter Angehörigen der Generation Z. Laut einem Bericht der WHO nahmen im ersten Jahr der Pandemie weltweit sowohl Angststörungen als auch Depressionen um mehr als 25 Prozent zu.
Die Covid-19-Pandemie bedeutete für viele in der Generation durch Schul- und Universitätsschließungen und Kontaktverbote eine Reduzierung der sozialen Kontakte. Diese wurden zum Teil durch die Nutzung von sozialen Medien ausgeglichen. Man tauschte sich auch viel über psychische Probleme aus, redete offener über dieses Thema und zeigte eine Entstigmatisierung.
Vernachlässigt wird oft, dass es erhebliche Unterschiede in Bezug auf das zahlenmäßige Gewicht und das Verhalten der Generation Z zwischen den westlichen Industrieländern und dem Globalen Süden gibt. Während sie hier eine oft umworbene Minderheit bildet, stellt sie dort eine sehr große Bevölkerungsgruppe dar, die vehement und teils aufopferungsvoll um ihre Rechte kämpft.

## Mentalität und Verhalten

### Erwerbstätigenrolle
Über Verhalten und Wert der Angehörigen der Generation Z im Arbeitsleben liegen noch zu wenige empirische Studien vor, die mehr als Momentaufnahmen darstellen.
Ein entscheidendes Merkmal der Generation Z sei es, dass ihre Angehörigen überwiegend erkannt hätten, „dass die Träume der Älteren nur selten Realität werden“. Deshalb schätzten Z-ler angeblich einen ehrlichen, moralisch integren Chef, gern auch in einem traditionellen mittelständischen Unternehmen, eher als einen ehrgeizigen Start-up-Visionär als Vorgesetzten. Nur sechs Prozent der Z-ler planen, sich selbstständig zu machen.
So scheint es für Gen Z auch schwerer zu sein, sich langfristig auf ein Unternehmen einzulassen, was die mangelnde Loyalität gegenüber dem Arbeitgeber, welche in der Zeitschrift Computerwoche charakterisiert wird, erklärt. Gen Z wünscht sich im Leben eine klare Trennung zwischen Privatleben und Beruf, weshalb das sogenannte „Work-Life-Blending“ immer schlechter funktioniert.
So wirkt der Satz „Bei uns haben wir ein flexibles Arbeitszeitsystem“ genauso wie das Wort „Homeoffice“ eher negativ und abschreckend, da diese meist als System gesehen werden, in dem der Arbeitgeber seine Mitarbeiter ausnutzen möchte.
Die Generation Z bevorzugt so vor allem ihre Familie und ihr Privatleben. Der Beruf steht erst an zweiter Stelle. Und auch hier möchten sie tendenziell eher in einer kleinen Gruppe Gleichgesinnter, also mit anderen Gen Zs, zusammenarbeiten. Des Weiteren haben sie kein Interesse daran, sich außerhalb ihrer Arbeitszeiten mit Problemen, die diese betreffen, zu beschäftigen.
Dieser Haltung kann man auch positive Seiten abgewinnen. So sagt Christian Scholz: „Man kann im Hamsterrad noch so fest treten, es bringt allenfalls Burnout und Krankenstand. Deshalb ist es durchaus positiv, die Arbeitswelt nicht so verbissen zu sehen und gewisse Prioritäten auf Freizeit beziehungsweise Familie zu legen.“ Dies wird durch viele Praxisberichte bestätigt, die Klaus Hurrelmann und Wolfgang Kring aus Unternehmen gewonnen haben. In anderen Umfragen kam das Bild einer in sich sehr gespaltenen Generation zu Tage. Das Verhältnis der Gen Z zum eigenen Arbeitsrhythmus ist von außen betrachtet komplex und nicht immer ganz schlüssig. Zwischen dem Wunsch nach festen Arbeitszeiten (50 %) und dem Bedürfnis nach Flexibilität (50 %) im Hinblick auf ihren zukünftigen Arbeitsalltag. Zwar wollen 78 % der Gen Z (Millennials 81 %) Berufliches und Privates trennen, ist es gleichzeitig aber für 70 % unter ihnen (Millennials 58 %) kein Problem, auch im Urlaub erreichbar zu sein.
Nach den Ergebnissen einer deutschen Metastudie aus dem Jahr 2021 ist die Generation Z die sicherheitsbewussteste, erfolgsorientierteste, wissbegierigste, digital affinste und autonomste erzogene Kohorte am Arbeitsmarkt, aber auch die sensibelste, ängstlichste und im psychisch schlechtesten gesundheitlichen Zustand. Darüber hinaus ist sie stark von sozialen, hedonistischen, materialistischen und individualistischen Werten beeinflusst, geprägt mit starkem Bedürfnis nach Selbstbestimmtheit, Sinnerfüllung und Selbstverwirklichung. Zudem ist Harmonie, Altruismus (Hilfsbereitschaft, Toleranz, Empathie) und das Gefühl der Gerechtigkeit (Gleichheitsprinzip) sowie Ganzheit (als Teil des Unternehmens) bei vielen von ihnen massiv ausgeprägt. Zu ihren wichtigsten Lebenszielen gehören: Zeit mit der Familie, Freunden oder Hobby zu verbringen, ein gesundheitsbewusstes Leben, ein hoher Lebensstandard, gute Bildung sowie ein sicherer Arbeitsplatz. Sie bevorzugen einzigartige Arbeitserfahrungen, bei denen die Arbeit Spaß macht, sinnvoll, abwechslungsreich, spannend und herausfordernd ist sowie den eigenen Neigungen bzw. Fähigkeiten entspricht. Gleichzeitig wollen sie eigene Ideen mit einbringen, kreativ und innovativ intrinsisch motiviert arbeiten. Viele von ihnen erwarten orts- und zeitunabhängiges Arbeiten (Flexibles Arbeiten – Flexibilisierung aus Sicht der Arbeitnehmer) bei zugleich festem Arbeitsplatz im Unternehmen. Generell gilt: jede Art von Wahlfreiheit (z. B. Arbeitstätigkeit, Flexibles Arbeiten, Benefits und Teamauswahl) dient als Begeisterungs- und Motivationsfaktor.

### Konsumentenrolle
Die PwC Europe Consumer Insights-Studie 2020 zeigt, dass Angehörige der Generation Z umwelt- und gesundheitsbewusst sind. 44 % der 18- bis 24-Jährigen nutzen Gesundheits- (Schlaftracking, Diät) und Fitness-Apps. Bei Reisen übernachten sie gern bei Freunden oder Familienangehörigen. Bei Einkäufen zahlen sie häufig digital. Anspruchsvoll ist die Generation Z bei Versand und Zustellung online bestellter Waren. 44 % der 18- bis 24-Jährigen erwarten, dass ihre Bestellungen so schnell wie möglich ankommen, 43 % wünschen sich eine kostenfreie Rücksendemöglichkeit. Jedoch sind sie nicht bereit, erhöhte Kosten für eine Zustellung am gleichen Tag zu tragen. 55 % streamen täglich Filme on demand, 40 % spielen Online-Spiele.
Weitere Befunde sind z. B.:
- Typische „Z-ler“ treffen selten Kaufentscheidungen, ohne sich zuvor mit ihren Freunden online und offline zu beraten.
- Online-Shopping bietet ihnen nicht im ausreichenden Maße die Möglichkeit, Produkte anzufassen und die sofortige Befriedigung ihrer Bedürfnisse.
- Sie seien aufgeschlossen für neue Retailer und vor allem für neue Retail-Konzepte.[28]

### Wirtschaftliche und Zukunftsunsicherheit
Die Jugendstudie von 2022 zeigte, dass die Generation Z ihre Zukunftsaussichten gefährdet sieht. Die Covid-19-Krise und der Krieg in der Ukraine beeinträchtigen ihr Sicherheitsgefühl. Die Studie zeigt, dass bei Jugendlichen das Gefühl verbreitet ist, die Kontrolle über das eigene Leben zu verlieren. Bei vielen ist die psychische Belastung gestiegen, fast die Hälfte fühlt sich unter Stress, mehr als jeder Dritte spricht von Antriebslosigkeit. Dazu hat auch der Verlust von Kontakten während der Pandemie beigetragen.
Im Zentrum steht jedoch in vielen Ländern das Gefühl wirtschaftlicher Unsicherheit und Abhängigkeit von den Eltern, wodurch sich (auch wegen stark steigender Wohnungspreise und Mieten) der Wunsch nach Wohneigentum und Familiengründung zerschlägt oder seine Realisierung sich verzögert. Fast die Hälfte aller 18- bis 29-Jährigen in den USA lebt bei ihren Eltern – wie in den 1940er Jahren.
Der Deloitte Millennial Survey von 2019 zeigt, dass die Generation Z ebenso wie die Millennials pessimistisch in die Zukunft blicken. Diese Tendenz ist in Deutschland noch ausgeprägter als in anderen Ländern. Nur 10 % der Millennials und nur 7 Prozent der Generation Z glauben an eine Verbesserung der sozialen und politischen Lage (Klima, Terrorismus, Rente). Die Ambitionen der jungen Menschen bezüglich Vermögensaufbau, Eigenheim oder Reisen bleiben in Deutschland sogar deutlich hinter dem internationalen Durchschnitt zurück. Auch sind die deutschen Befragten weniger ambitioniert, selbst die Gesellschaft zu verbessern.

### Politische Teilhabe-Rolle
Aus den Shell-Jugendstudien kann abgelesen werden, dass viele der unter 20 Jahre alten Jugendlichen sich bis etwa 2020 wieder politisieren. Nach der Interpretation des Mitherausgebers der Studien, Klaus Hurrelmann, standen sie wegen der guten Aussichten am Arbeitsmarkt nicht mehr unter Druck und konnten sich deshalb politisch orientieren. Viele von ihnen waren innerlich alarmiert, weil US-Präsident Donald Trump 2017 den Klimavertrag aufgekündigt hatte und der weltweite wirtschaftliche Wettbewerb auch in Europa die mühsam ausgehandelten Regeln zum Umweltschutz bedrohte (inzwischen sind die USA dem Abkommen wieder beigetreten). Mit Unruhe sahen die unter 20-Jährigen, wie mächtige global agierende Firmen der Konsum- und Ernährungsbranche Produkte in den Markt drücken, deren gesundheitlicher Mehrwert zweifelhaft ist. Die Tabak-, Alkohol- und Zuckerindustrie sind dafür nur Beispiele. Auch die Nuklearkatastrophe von Fukushima war wirksam und in ihren Ursachen und Folgen nicht wirklich verstanden und bewältigt; bei vielen jungen Leuten schwelte hier eine diffuse Unsicherheit weiter. Existentielle Ängste sind nach Einschätzung von Hurrelmann aus diesem Grund der Antrieb für eine sich allmählich aufbauende Politisierung. Im Dezember 2015 analysierte Christian Scholz, Zukunftsforscher am Lehrstuhl für Organisation, Personal- und Informationsmanagement der Universität des Saarlandes, dass es eine massive Beziehungsstörung zwischen etablierten Politikern und der Generation Z gebe, sichtbar an den folgenden sieben „Problemen“:
- Problem #1: Politiker machen Politik gegen die Generation Z.
- Problem #2: Politiker wissen wenig über die Themen der Generation Z.
- Problem #3: Politiker können kaum mit der Generation Z kommunizieren.
- Problem #4: Politiker dominieren Nachrichtensendungen und Talkshows.
- Problem #5: Politiker sehen in der Generation Z wenig Wählerpotenzial.
- Problem #6: Politiker sind keine Vorbilder mehr.
- Problem #7: Politiker übersehen die anstehenden Konflikte mit der Generation Z.[32]

Die 18. Shell-Jugendstudie, an der Klaus Hurrelmann mitgearbeitet hat, trägt den Untertitel „Eine Generation meldet sich zu Wort“. Die junge Generation benennt wieder nachdrücklicher eigene Ansprüche, insbesondere hinsichtlich der Gestaltung der Zukunft der Gesellschaft, und fordert vermehrt aktiv ein, dass bereits heute dafür die aus ihrer Sicht erforderlichen Weichenstellungen vorgenommen werden. Als zukunftsrelevante Themen haben vor allem Umweltschutz und Klimawandel erheblich an Bedeutung gewonnen. Sie bilden Kristallisationspunkte sowohl für die Artikulation der Forderung nach Mitsprache als auch für die Handlungsaufforderung, die an die älteren Generationen gerichtet ist, insbesondere an die Politiker.

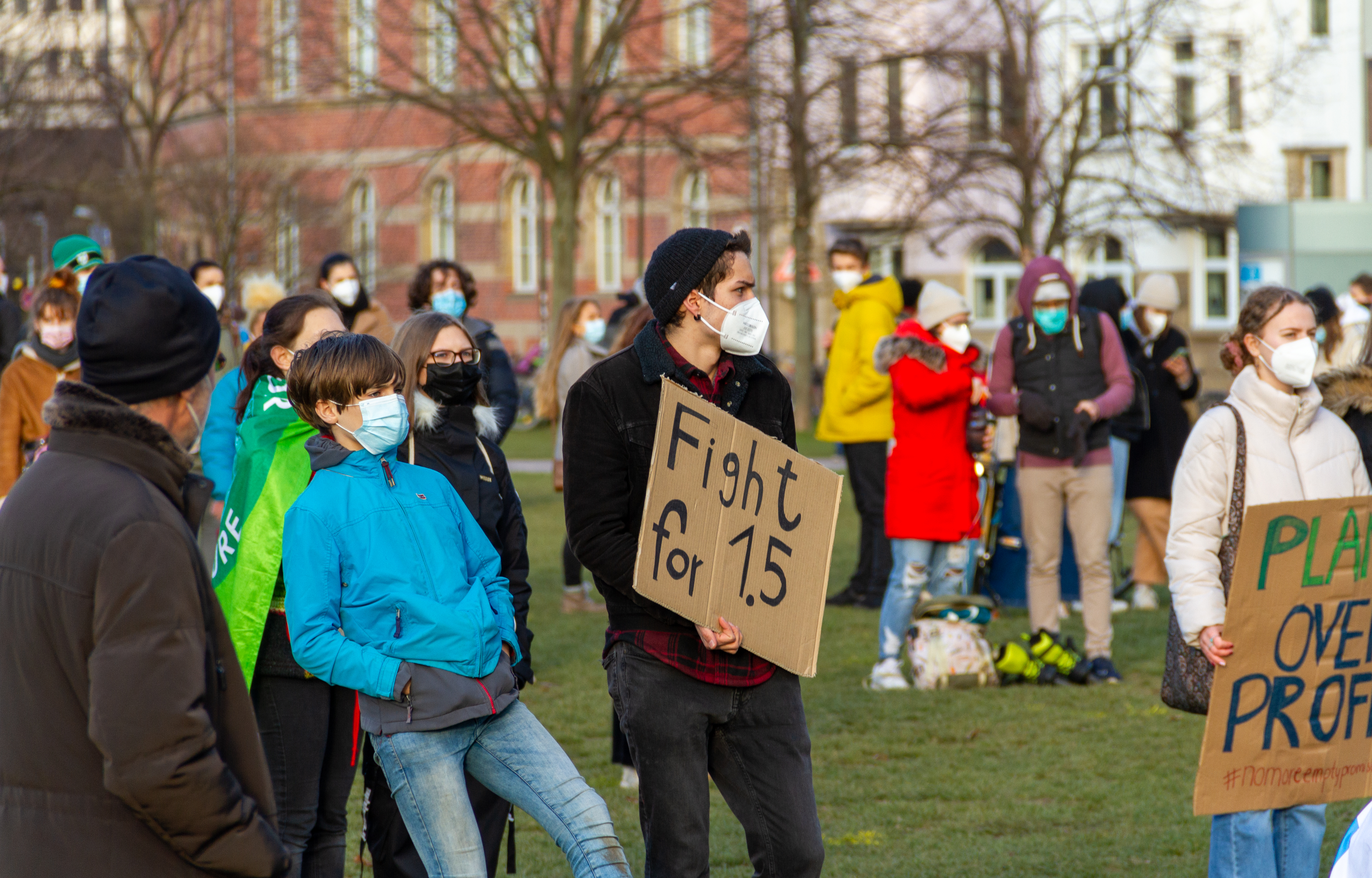
Fridays-for-Future-Demonstration 2021 in Düsseldorf

Am 20. August 2018 trat die damals fünfzehn Jahre alte schwedische Schülerin Greta Thunberg in einen „Schulstreik“. Sie kündigte an, so lange jeden Freitag den Unterricht zu „bestreiken“, bis die schwedische Regierung das Übereinkommen von Paris zum Klimaschutz einhält. Bis zum Oktober 2020 sind vor allem in Europa Hunderttausende Schüler und Studenten ihrem Beispiel gefolgt. Unterstützt durch soziale Netzwerke, bildete sich die Schüler- und Studenteninitiative Fridays for Future (FFF), die die Öffentlichkeit vor allem durch Demonstrationen auf sich und ihre Forderungen zum Klimaschutz aufmerksam machte. Am Freitag, dem 20. September 2019 nahmen an rund 7.500 Standorten weltweit ca. 14.000.000 junge Menschen während der regulären Unterrichtszeit an den Kundgebungen teil; allein in Deutschland nahmen 1.400.000 Teilnehmer an den Demonstrationen teil. Das Engagement für den Klimaschutz erscheint den Demonstranten wichtiger, als regelmäßig auch freitags ihrer Schulpflicht nachzukommen.
Obwohl er die Politisierung der Generation Z vorhergesagt hat, gesteht der Jugendforscher Klaus Hurrelmann ein, er sei „überrascht von der hohen Zahl der Teilnehmer“ [an den „Klimastreik“-Demonstrationen 2018/2019]. Interessant sei auch, dass trotz des guten Einvernehmens der Generation Z mit ihren Eltern ein deutlicher Angriff auf die von den älteren Generationen zu verantwortende Umweltpolitik erkennbar werde. Das schnelle Anwachsen der Initiative FFF sei ein Indiz dafür, dass eine neue Protestgeneration heranwachse, die gezielt mit Regelverletzungen operiere, um so ein Maximum an Aufmerksamkeit und den Erfolg ihrer politischen Forderungen herbeizuführen. Zu berücksichtigen ist, dass Fünfzehnjährige (wie Greta Thunberg im August 2018) und selbst Sechzehnjährige in aller Regel noch keine Bürgerrechte wie das Wahlrecht besitzen; dieses setzt nämlich in den meisten Gebietskörperschaften Volljährigkeit voraus.
Nicht zu übersehen ist nach der Shell-Jugendstudie 2019 allerdings die vorhandene Affinität zu populistischen Positionen. Deutliche Spuren hat die Debatte um die Flüchtlingskrise hinterlassen. Die Shell-Jugendstudie unterscheidet zwischen Jugendlichen als Kosmopoliten, Weltoffenen, Nicht eindeutig Positionierten, Populismus-Geneigten und Nationalpopulisten. Zwischen den Kosmopoliten und den Nationalpopulisten lässt sich eine klar erkennbare Polarisierung feststellen; beide Gruppen machen aber zusammengenommen lediglich etwa ein Fünftel der Jugendlichen aus.
Nach neueren Erhebungen differenziert sich die Kohorte der Generation Z geschlechtsspezifisch dergestalt in zwei politische Lager, dass Frauen im Alter zwischen 18 und 29 Jahren in den USA und weiteren Ländern seit 2014 zunehmend liberaler in ihren politischen Einstellungen geworden sind, junge Männer dagegen nicht. Junge Frauen beteiligen sich danach eher als ihre männlichen Altersgenossen an Wahlen, interessieren sich mehr für politische Themen, sie engagieren sich zudem verstärkt in Protestbewegungen.
In den USA, im Vereinigten Königreich und in Deutschland vertreten junge Frauen heute liberalere Positionen zu Einwanderung und Rassengerechtigkeit als junge Männer, während die älteren Altersgruppen gleichauf liegen. Der Trend in den meisten Ländern geht dahin, dass die Frauen nach links rücken, während die Männer stillstehen. Anzeichen deuten darauf hin, dass junge Männer in Deutschland aktiv nach rechts rücken, wo die heute unter 30-Jährigen die Einwanderung stärker ablehnen als die Älteren und sich in den letzten Jahren der AfD zugewandt haben.

### Ethik und Werteorientierung
Ein auffälliges Merkmal der Generation Z ist ihre starke Werteorientierung, insbesondere im Hinblick auf soziale Gerechtigkeit, Nachhaltigkeit und unternehmerische Verantwortung. Für viele Angehörige dieser Generation reicht es nicht aus, dass Organisationen ökonomisch erfolgreich sind. Sie erwarten zugleich ein glaubwürdiges ethisches Fundament und ein sichtbares gesellschaftliches Engagement.
Der Autor Marlow D. Guttmann (2025), beschreibt diese Haltung als Ausdruck eines neuen Verantwortungsbewusstseins: Arbeit und Konsum sollen im Einklang mit persönlichen Überzeugungen stehen. Besonders kritisch bewertet wird, wenn Unternehmen Nachhaltigkeit oder Diversität öffentlich betonen, intern jedoch gegensätzlich handeln. Authentizität wird zur zentralen ethischen Kategorie – Unternehmen, deren Handeln nicht mit ihren kommunizierten Werten übereinstimmt, verlieren das Vertrauen junger Menschen schnell.
Guttmann sieht in der Sinnsuche dieser Generation keine narzisstische Selbstbezogenheit, sondern eine Antwort auf globale Herausforderungen wie Klimawandel, gesellschaftliche Fragmentierung und die Krise traditioneller Wirtschaftsmodelle. Viele Z-ler hinterfragen den Status quo nicht nur individuell, sondern verstehen ihre Lebensgestaltung als Beitrag zu kollektiver Verantwortung. Dabei werden Arbeitgeber, Marken und Institutionen zunehmend danach bewertet, ob sie soziale und ökologische Verantwortung ernsthaft übernehmen.
Gleichzeitig betont Guttmann, dass die Generation Z keine einheitliche Wertegemeinschaft ist. Ihre ethischen Erwartungen variieren je nach sozialem Umfeld, Bildungszugang und kulturellem Kontext. Dennoch lässt sich ein übergreifender Trend beobachten: Der Wunsch, sinnhaft zu handeln, wächst und damit die Erwartung, dass auch Organisationen diesen Anspruch erfüllen.

## Kritik
Eine Generation ist keine homogenene Gruppe, sondern in sich sehr heterogen. Die Sozialisation, das Verhalten und die Denkweise von Menschen einer sogenannten Generation hängt von zahlreichen Merkmalen ab, die in dem Generationskonzept überwiegend ignoriert werden. Auch die besonderen Umwelterfahrungen (z. B. Digitalisierung, Pandemie), die einer bestimmten Generation zugeschrieben werden, sind für sie nicht exklusiv. Es leben mehrere Generationen parallel nebeneinander, die den gleichen Umwelteinflüssen ausgesetzt sind. 'Generation' ist insofern nur ein Merkmal unter vielen, die einer Gruppe oder einzelnen Personen zugeordnet werden kann.
Klaus Hurrelmann warnt vor einer voreiligen Typisierung. Er hält im Anschluss an Karl Mannheim zwar die Identifizierung von Generationen für möglich. Mannheims Kriterium für die Abgrenzung von Generationen besteht darin, dass eine Generation ein einschneidendes Jugenderlebnis (z. B. den Ersten Weltkrieg) geteilt haben und so vor identischen Aufgaben („Lebens-“ oder „Generationszusammenhänge“) stehen oder gestanden haben müsse. Hurrelmann beschreibt Sozialisation als die Persönlichkeitsentwicklung eines Menschen in intensiver Wechselwirkung zwischen den persönlichen Ressourcen und den sozialen und ökologischen Umweltbedingungen.
Diese ständige produktive Verarbeitung der inneren und der äußeren Realität, also der körperlichen und psychischen Dispositionen auf der einen und den sozialen und ökologischen Lebensbedingungen auf der anderen Seite, habe ihren Kulminationspunkt aber erst im Jugendalter. Erst in einigen Jahren könne daher ausgemacht werden, welche technischen, wirtschaftlichen, kulturellen und politischen Bedingungen eine neue „Generationslagerung“ entstehen ließen, die eine neue „Generationsgestalt“ hervorbringe. Wegen der starken politischen Prägung des größten Teils der jungen Generation durch die schwedische Schülerin Greta Thunberg sei gegenwärtig die symbolische Bezeichnung „Generation Greta“ am sinnfälligsten.
Die ungarischen Soziologen Ádám Nagy und Attila Kölcsey halten zwar die Einteilung von Generationen in die Generation X, die Generation Y und die Generation Z für zulässig, da Mannheims Kriterium für die Abgrenzung von Generationen auf diese Generationen anwendbar sei. Ein „einschneidendes Jugenderlebnis“, das die Generation Z von der Generation Alpha genannten Nachfolgegeneration abgrenze, konnten die beiden Forscher jedoch bis 2017 nicht erkennen. Über die ab 2010 Geborenen, die 2017 allesamt noch Kinder waren, und die noch nicht Geborenen der Jahrgänge 2018 bis 2024 wisse man darüber hinaus, so Nagy und Kölcsey, „erstaunlich wenig“. Daher empfehlen sie, in den ab 2010 Geborenen einstweilen eine Art Generation Z 2.0 zu sehen.
Als wirklich einschneidende Ereignisse erwiesen sich die Krisen ab 2020. Von der COVID-19-bedingten Schließung von Schulen und dem Ausfall von Präsenzunterricht waren alle Schulpflichtigen (d. h. in Deutschland: Schüler der Jahrgangsstufen 1 bis 9) betroffen.
Diese gehörten im Schuljahr 2020/2021 den Geburtsjahrgängen 2006 bis 2014 an. Das „gemeinsame Erlebnis“ betraf also sowohl Angehörige der Generation Z als auch der Generation Alpha und darüber hinaus (wenn man Schüler höherer Jahrgänge und Studierende einbezieht, deren Bildungsprozess ebenfalls empfindlich gestört wurde) sogar Angehörige der Generation Y. Einen mit den Situationen 1914 und 1939 vergleichbaren Schock beschrieb Simon Schnetzer im Mai 2022: „Klima, Krieg, Corona – die Überlagerung von Krisen strapaziert die psychische Gesundheit von immer mehr Angehörigen der jungen Generation.“ Diese Aussage bezieht Schnetzer ausdrücklich auf alle jungen Menschen zwischen 14 und 29 Jahren.
In seinem Artikel Generation Corona verwendet das Gabler Wirtschaftslexikon nebeneinander den Lemmabegriff und die „konventionelle“ Einteilung von Generationen nach dem lateinischen bzw. griechischen Alphabet, ohne näher auf die Frage einzugehen, welches Ereignis die Generation Alpha von der Generation Z getrennt haben soll.
Marcel Schütz, Organisationssoziologe an der Universität Oldenburg, sieht Generation Z als den frei erfundenen Nachfolge-Hype der Generation Y. Er schrieb im Berliner Freitag:

„Allmählich betreten neue, ebenso selbsternannte Experten die Bühne des Generationen-Hypes. Die (nächste) ‚Generation Z‘ soll von 1995–2005 (oder – wem’s gefällt – ruhig auch ein paar Jahre früher oder später) das Licht der Welt erblickt haben. Sie lebt übrigens quasi rein virtuell. Das ist schlecht für die Y-Experten, werfen nun erste Professoren mit Marktgespür ihre ‚Z‘-Weissagungen auf den Markt.“

Solche Prognosen könne man, so Hannes Schrader, keineswegs ignorieren. Hannes Schrader warnt die „Z-ler“: „Jetzt seid ihr dran, euch von anderen sagen zu lassen, wer ihr seid, wie ihr euch zu verhalten habt und wofür ihr alles verantwortlich seid. Aber hört genau zu. Denn was diese Leute über eure Generation denken, bestimmt, wie ihr einkaufen, leben und arbeiten werdet. Was Angela Merkel heute über euch erzählt, wird entscheiden, wie viel Geld ihr in ein paar Jahren verdient. Was Werbefuzzis ihren Kunden über euch erzählen, wird festlegen, wo ihr einkauft, wie und was ihr zum Frühstück esst.“